# 道の駅パークイン丹生ケ丘
道の駅パークイン丹生ケ丘（みちのえき パークインにゅうがおか）は、福井県丹生郡越前町上川去（かみかわさり）にある国道417号の道の駅である。
福井県内では2番目に開業した道の駅で、2022年（令和4年）4月15日に来客者の増加を目指しリニューアルオープンした。

## 施設
2022年のリニューアル時に、店舗をワンフロアーとした。
- 駐車場
  - 普通車：59台[7]
  - 大型車：7台[7]
  - 身障者用駐車場：2台[7]
- トイレ
  - 男：大・小6
  - 女：6
- 身障者用：2
- 売店（10:00 - 17:00）[5][6][7]
- 食事処（11:00 - 15:00、12月から2月までは11:00 - 14:00）[5][6][7]

### 管理団体
- 設置者：越前町
- 指定管理者：株式会社F&E[9][10]

## 休館日
- 火曜日（祝日の場合は翌日）[5][6]

## アクセス
- 国道417号[3][5] - 登録路線
- 北陸自動車道鯖江ICより約30分。

## 周辺
- 福井総合植物園プラントピア
- 福井県立丹生高等学校[5]
- 越前町役場
- 福井県警察鯖江警察署 丹生分庁舎